# Ů
Ů respektive ů (kroužkované u, nebo u s kroužkem) je grafém používaný v české abecedě, který slouží spolu s ú k zaznamenání dlouhé zavřené zadní zaokrouhlené samohlásky ([uː]). Pro prodloužení u se používá pouze uvnitř slova, zatímco na počátku se používá čárkované u, a to i v případě, že je použita předpona.
Kroužkované u se v současnosti používá také ve slezské abecedě, konkrétně v kodifikaci Felikse Steuera.

## Vznik

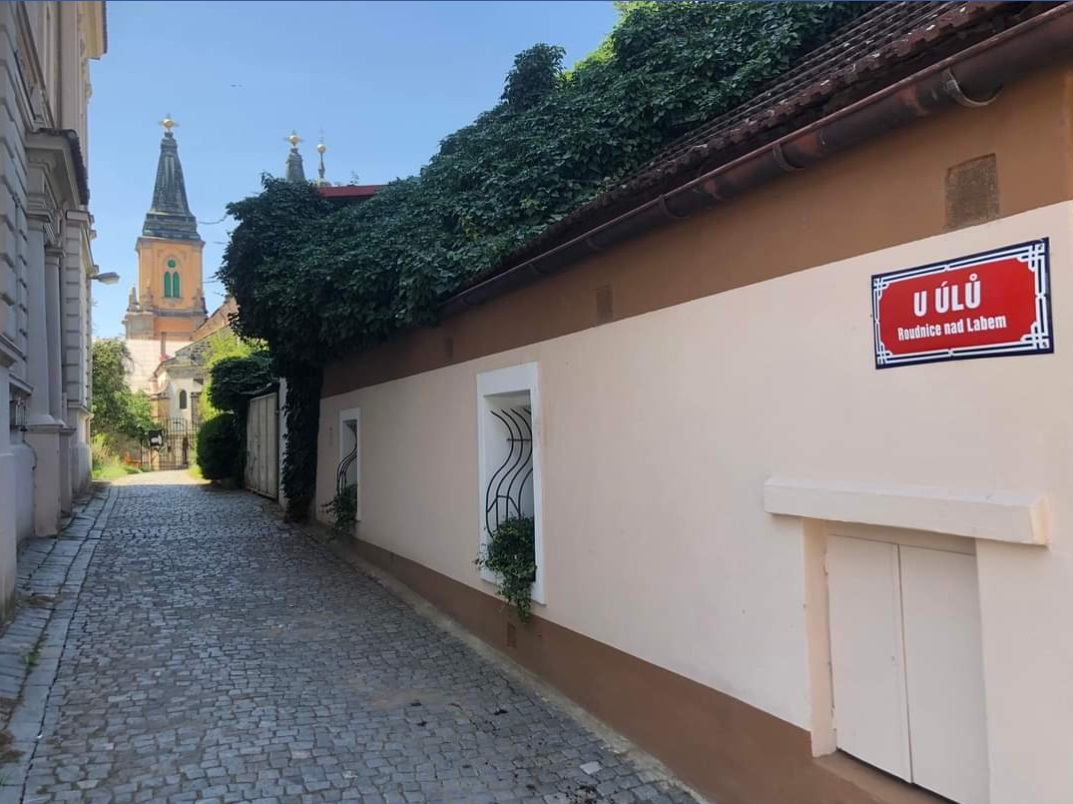
Ulice "U Úlů" ve městě Roudnice nad Labem.

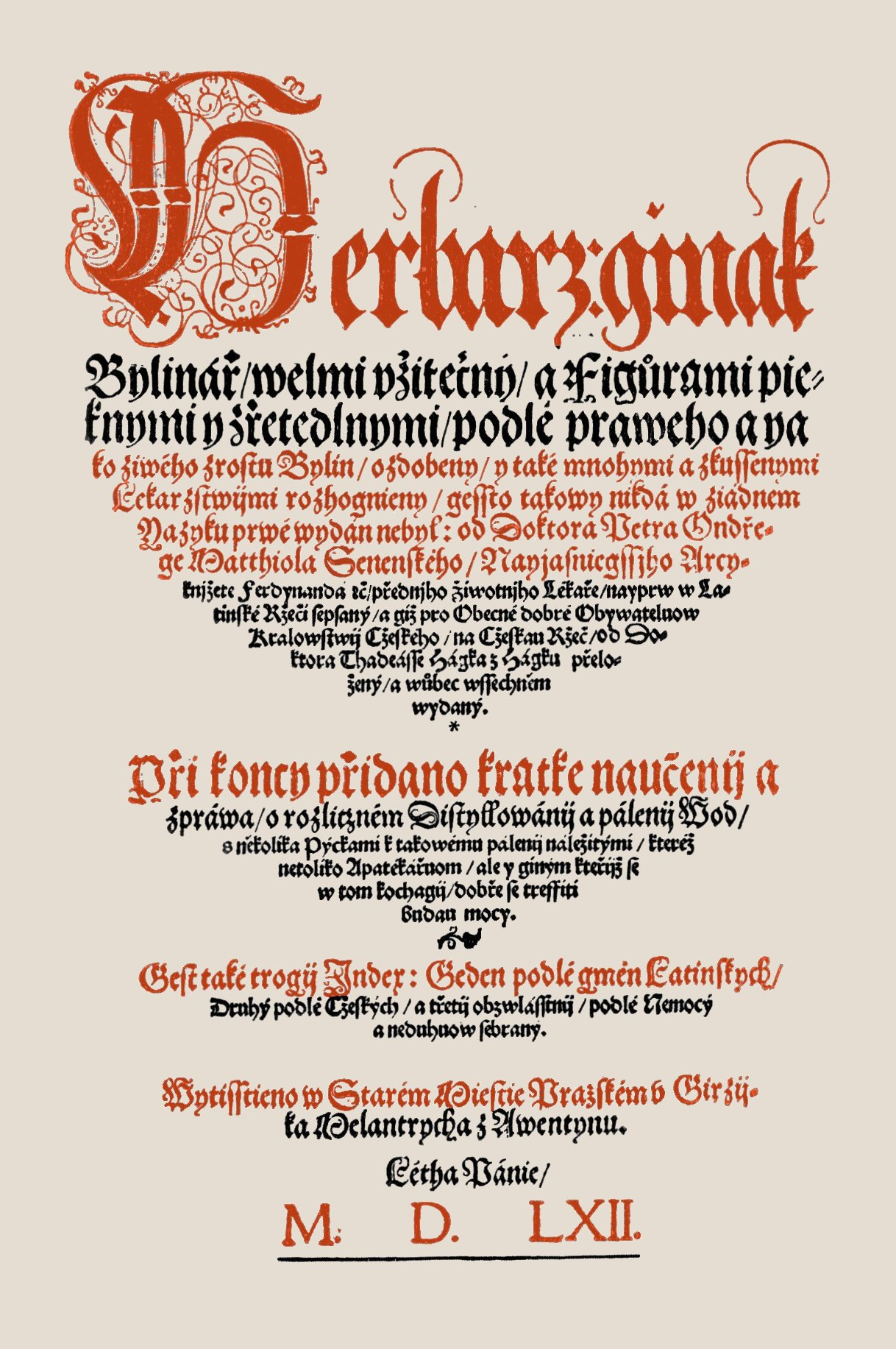
Mattioliho herbář z roku 1561 … „figůrami pěkně vyzdobený“.

Vznik znaku ů souvisí úzce s hláskovou změnou /ó/ > /uo/ > /ú/, která v češtině proběhla v 14. a 15. století. Zatímco první hlásková změna se do grafiky prosazovala samovolně během 14. století, u druhé proběhla diskuse vedoucí ke kodifikaci nového znaku. V 15. a na začátku 16. století v grafice zcela převládal pravopis -uo- (Buoh, kuoň, tj. dnešní Bůh, kůň), nicméně k zmíněné monoftongizaci začalo docházet již v 15. století, takže autoři první české gramatiky Optát a Gzel mohli v roce 1533 napsat, že pravopis -uo- je chybný „neb by podlé takového psaní v mluvení musilo býti divné oust křivení“ a doporučují namísto toho psát ú.
S tímto názorem nesouhlasil Jan Blahoslav a v komentáři ke gramatice z roku 1571 uvedl, že Optátovi, který byl „více Němec nežli Čech“, jemná nuance mezi /uo/ a /u/ unikla a Gzel snad „neměl dobrého sluchu“. Přesto nedoporučuje návrat k pravopisu uo, ale doporučuje podle praxe německých tiskařů zapisovat tuto hlásku (resp. podle Blahoslava dvojhlásku) tak, že se písmeno o nadepíše nad u. (v tehdejší praxi bylo běžné sázet např. oͤ, což se zjednodušilo na dnešní ö, nicméně se též raritně objevil i znak ů, který snad přechodně zachytil monoftongizaci uo > u v nové horní němčině, srv. shn. muoter > nhn. Mutter)
V soudobé české tiskařské praxi se znak ů uchytil poměrně dobře (např. u Jiřího Melantricha) a to před rokem 1571, ale dokonce i na místech, kde etymologicky neměl žádné opodstatnění a dnes se tamější u čte krátce (např. „figůra“).
Nový znak byl použit především při tisku Bible kralické a zůstal pevnou součástí bratrského pravopisu. V pravopisných diskusích 19. století se sice uvažovalo o změně znaku (Václav Hanka navrhoval zapisovat ó), ale žádných z nich nakonec nebyl prosazen.

## Kolísání ů a o
Proběhlé hláskové změny přinesly v nové češtině alternaci ů a o v kořeni slova. Jak při skloňování některých slov, Bůh, kůň, v genitivu Boha, koně, ale i při dalších změnách, srv. most, zdrobněle můstek.

## Souvislosti s dalšími jazyky
Některé střídnice vyšlé z původního /ó/:
- slovenština – ô /uo/ – na Slovensku (v dialektech, ze kterých vzešla spisovaná slovenština) proběhla pouze první fáze hláskové změny /ó/ > /uo/, které se začalo zapisovat[5] jako ô
- polština – ó /u/ – v polštině došlo k podobnému vývoji jako v češtině, existuje zde i podobná hlásková alternace, srv. polsky Bóg, genitiv Boga.

Ve třicátých letech 20. století převzal slezský učenec Feliks Steuer ů do svého návrhu slezské abecedy.

## Technické parametry
Ů má podle ISO 8859-2 pozici 217 velké a 249 malé. V Unicode pod kódovým označením U+016E velké a U+016F malé. V Braillové písmě je mu přiřazen znak ⠾.